# Ercole Frigerio
Ercole Frigerio (Albiate, 7 november 1907 - Bern 18 mei 1952) was een Italiaans motorcoureur.
Toen Ercole Frigerio 14 jaar oud was begon hij als leerling-monteur te werken bij Gilera. In de jaren dertig ging hij terreinwedstrijden rijden, maar in 1938 stapte hij over op wegraces. 

## Carrière
Na de Tweede Wereldoorlog ging hij zich richten op zijspanraces, nog steeds met motorfietsen van Gilera. In 1948 werd hij voor het eerst kampioen van Italië in de zijspanklasse met een Gilera Saturno 600 en bakkenist Angelo Erba. In 1949 werd hij Italiaans kampioen samen met Lorenzo Dobelli. 
Toen werd ook het eerste wereldkampioenschap wegrace georganiseerd. Frigerio en Dobelli kregen een Gilera viercilinder ter beschikking. Ze werden tweede in de Grand Prix van Zwitserland op het stratencircuit van Bremgarten en wonnen de Grand Prix des Nations in Monza. Daardoor werden ze in de eindstand tweede achter de Britten Eric Oliver en Denis Jenkinson met een Norton Manx. 
In 1950 stapte Lorenzo Dobelli in het zijspan van Eric Oliver. Hij werd bij Gilera vervangen door Ezio Ricotti. Frigerio/Ricotti werden opnieuw Italiaans kampioen, maar in het wereldkampioenschap wonnen Oliver/Dobelli alle (drie) wedstrijden. Frigerio/Ricotti werden drie maal tweede en eindigden dus ook als tweede in het wereldkampioenschap. 
In 1951 konden Frigerio en Ricotti het duo Oliver/Dobelli meer onder druk zetten. Ze werden tweede in Montjuïc (Spanje),  Francorchamps (België) en Albi (Frankrijk), maar wonnen in Bremgarten. Ze werden opnieuw tweede in het wereldkampioenschap.
De openingswedstrijd van het seizoen 1952 was de Zwitserse Grand Prix in Bremgarten. Frigerio en Ricotti gingen aan de leiding van de wedstrijd en hadden al de snelste ronde gereden, maar in de laatste ronde verloor Frigerio de controle over de zijspancombinatie in de bocht Eymatt, die in 1948 het leven had gekost aan Omobono Tenni en Achille Varzi. Frigerio vloog tegen een mast en verloor het leven, Ezio Ricotto overleefde het ongeluk maar verloor een been. 

## Wereldkampioenschap wegrace resultaten
(Races in cursief geven de snelste ronde aan)

### Puntentelling
|             | 1e | 2e | 3e | 4e | 5e | 6e | Snelste ronde |
| 1949        | 10 | 8  | 7  | 6  | 5  |    | 1             |
| vanaf 1950: | 8  | 6  | 4  | 3  | 2  | 1  |               |

| Jaar | Klasse         | Team   | Bakkenist       | Motorfiets | 1       | 2     | 3 | 4     | 5     | 6     | 7     | 8     | Punten | Plaats | Overwinningen |
| ---- | -------------- | ------ | --------------- | ---------- | ------- | ----- | - | ----- | ----- | ----- | ----- | ----- | ------ | ------ | ------------- |
| 1949 | Zijspan 600cc  | Gilera | Lorenzo Dobelli | Saturno    |         | ZWI 2 |   | BEL - |       | NAT 1 |       |       | 18     | 2e     | 1             |
| 1950 | Zijspan 600cc  | Gilera | Ezio Ricotti    | Saturno    |         | BEL 2 |   | ZWI 2 |       | NAT 2 |       |       | 18     | 2e     | 0             |
| 1951 | Zijspan 500 cc | Gilera | Ezio Ricotti    | Saturno    | SPA 2   | ZWI 1 |   | BEL 2 |       | FRA 2 |       | NAT - | 26     | 2e     | 0             |
| 1952 | Zijspan 500 cc | Gilera | Ezio Ricotti    | 500 4C     | ZWI (†) |       |   | BEL - | DUI - |       | NAT - | SPA - | 0      | -      | 0             |